# Max Kilman
Henric Maximilian (Max) Kilman, född 5 maj 1833 i Lycke församling, Göteborgs och Bohus län, död 28 oktober 1909 i Göteborg, var en svensk militär och politiker.
Max Kilman växte upp i ett godsägarhem i Bohuslän. 19 år gammal blev han underlöjtnant vid Bohusläns regemente. Han deltog i Dansk-tyska kriget och 1864–1867 tjänstgjorde han vid ett zuavregemente med placering bland annat i Algeriet och Mexiko. Han tilldelades Hederslegionen och senare även guldmedaljen För tapperhet i fält.
1885 utnämndes han till major och chef för Hallands bataljon. 1887 vann frihandelsvännerna framgångar vid den urtima riksdagen, och det ledde till att Kilman som protektionist kände sig manad av kandidera i Inlands härad, där han arrenderade kronojord. Kilman vann mot den tidigare frihandelsvänlige kandidaten i häradet, men med endast tre röster. Valet kom att överklagas, dock utan framgång. Under tiden kandiderade Kilman som senator till Göteborgs och Bohusläns landsting, då han befarade att hans riksdagsmannaval skulle komma att upphävas. Då hans riksdagsmannaval godkändes avsade han sig dock senatorsuppdraget och nytt val där måste hållas.
Han kom främst att uppmärksammas genom "Affären Kilman". I en insändare i Hallandsposten 10 juni 1887 uppmärksammades att gratis prenumerationer till den konservativa tidningen Vårt Land skickats ut från chefsexpeditionen på Skedalahed. Det konstaterades senare att värnpliktiga beväringar satts att arbeta med utskicken under den pågående militärövningen. Kilman ställdes inför krigsrätt, där han förklarade sig fått uppdraget av Isak Wallberg som varit den som stått för kostnaden. Han hade bett bataljonsadjutanten och fyra andra fanjunkare att utföra uppdraget, som han menade att de skulle utföra under lediga stunder. Åtminstone tre värnpliktiga hade även satts på arbetet, och en av vittnena berättade att han varit sysselsatt med arbetet under två dagar. Då Kilman valts till riksdagman kunde han inte dömas under pågående riksdag - först sedan den avslutats dömdes han till femton dagars arrest utan bevakning.
Kilmans riksdagsinlägg där han yrkade på en höjning av fläsktullen till 30 öre per kilo väckte särskilt kritik hos frihandelsvänner. Sitt ställningstagande motiverade han med: Vi hafva förut alltid rett oss bra med vårt eget fläsk och så hafva äfven våra förfäder gjort. Vi minnas från vår nordiska mytologi, hur förträfflig galten Särimner var och den var åtminstone inte amerikan. Bland hans övriga inlägg var ett yrkande på nedsättning av kronoarrendet med hänvisning till torkan i Västsverige, som kronoarrendator själv ansågs han dock tala i egen sak. Han yrkade även på ålderstillägg för regementsintendenter, en fråga som inte heller kom att möta något gehör. Efter sin mandatperiod kandiderade han inte för något nytt riksdagsmannaskap. Han kvarstod som chef för Hallands bataljon till 1896.
I riksdagen skrev han tre egna motioner om kronoarrendatorernas villkor och om införseltull på fläsk.